# Telmatoscopus tetraspiculatus
Telmatoscopus tetraspiculatus är en tvåvingeart som beskrevs av Jezek och Goutner 1993. Telmatoscopus tetraspiculatus ingår i släktet Telmatoscopus och familjen fjärilsmyggor.
Artens utbredningsområde är Grekland. Inga underarter finns listade i Catalogue of Life.